# 大蔵省営繕管財局
大蔵省営繕管財局（おおくらしょうえいぜんかんざいきょく）は、戦前の旧大蔵省に存在した営繕組織。

## 概要
発祥は1896年の大蔵省臨時葉煙草取扱所建築部で、その後臨時税関工事部建築課、臨時煙草製造準備局建築部、臨時建築部と発展。臨時建築部は帝国議会議事堂、横浜赤レンガ倉庫、北九州市旧門司税関庁舎などの営繕事業を所掌した。1913年の行政整理により、規模を縮小して本省官房臨時建築課として移管。そして議事堂の建設にあたり臨時議院建築局となったが、1925年5月25日に国有財産整理局の職務も含めて臨時議院建築局の職務を継承する形で、省の外局として設置される。
職務は「議院の建築、その他の一般会計の支弁に属する建造物（例えば税務署庁舎など）の営繕に関する事務、国有財産に関する総轄事務、雑種財産の管理処分に関する事務、国有財産の整理に関する事務を管掌」であるが、関東大震災後は焼失した各官庁庁舎等の建物復興をも担った。
1942年11月の行政簡素化実施に伴って内局となってからも、上記職務のうち、議院の建築を除いた職務を管掌することとなった。

## おもな作品
- 国会議事堂（旧・帝国議会議事堂、原案：渡辺福三、臨時議院建築局から引き続く、千代田区永田町、1936年）
- 神戸税関本関庁舎（1927年[5]）
- 横浜地方裁判所横浜地方簡易裁判所本庁舎（担当：小野武雄・保岡豊、1929年、外壁保存で現存）
- 国立印刷局滝野川工場（担当：下元連、東京府東京市滝野川区、1930年）[6]
- 警視庁庁舎（東京府東京市麹町区、1931年8月[7]）
- 旧文部省庁舎（中央合同庁舎第7号館保存棟、1933年[8][9]）
- 横浜税関本関庁舎（担当：下元連・吉武東里、横浜市中区海岸通、1934年）
- 高知地方裁判所中村区裁判所庁舎（1935年[10]）
- 高知競馬場四国種馬所乾燥舎（1936年[10]）
- 旧大蔵省庁舎（1943年[11]）
- 鹿児島市役所本館（1937年[12]）
- 旧農林省積雪地方農村経済調査所庁舎（現・雪の里情報館に建物の一部を保存・復元、山形県新庄市[13]）